# K-Meleon
 (décembre 2016).
K-Meleon est un navigateur Web libre, sous licence GPL, pour différents systèmes d'exploitation Microsoft Windows et utilisant le moteur Gecko pour l'affichage des pages. Son originalité tient au fait qu'il est utilisable avec seulement 32 Mo de mémoire vive tout en supportant la navigation avec onglets.
K-Meleon a été originellement écrit par Christophe Thibault en 2000. Les dernières versions depuis la 0.9 ont été écrites par Dorian Boissonade.
Grâce à une faible utilisation de ressources, K-Meleon était considéré comme plus rapide que les navigateurs de la Mozilla Foundation, comme la suite Mozilla ou Firefox. Ceci était particulièrement sensible pour les machines dont les performances et les ressources système sont limitées. 
Cependant, disposant de peu de moyens, l'équipe de développeurs n'a pas réussi à suivre la course effrénée à la rapidité lancée notamment par Chrome entre 2015 et 2016.

## Interface
K-Meleon possède une interface très flexible. Tous les menus et toutes les barres d'outils peuvent être entièrement personnalisés. Cette caractéristique peut se révéler intéressante pour adapter K-Meleon facilement à différentes utilisations, par exemple dans le cadre d'un accès public. 
Il existe maintenant une interface pour configurer tous les paramètres, et la nécessité pour l'utilisateur d'éditer les fichiers de configuration afin de modifier l'interface (changer les propriétés des boutons, en rajouter, modifier les menus…) fait partie du passé. Il y a évidemment toujours la possibilité de déplacer les barres d'outils et la barre de menu en les faisant simplement glisser.

## Extensibilité et fonctionnalités
L'interface est réalisée en utilisant l'API Windows et non XUL (comme Firefox), aucun thème Mozilla ne peut être utilisé et seules quelques extensions Mozilla peuvent l'être : 
- mimetypes : gestion des types mimes
- Aggreg8 : un lecteur RSS
- NewsFox : lecteur RSS intégré par défaut
- MicroRSS : un autre lecteur RSS
- NoScript : pour la gestion du JavaScript
- Adblock Plus : permet le blocage de la publicité
- QuickNote : bloc-note intégré
- BookmarkBackup : sauvegarde des fichiers du profil
- et quelques autres...

Les extensions adaptées et d'autres spécifiques sont disponibles sur le site de JujuLand. Une nouvelle version du système d'extension (2.10) est en cours de mise en place. Elle permettra l'affichage d'informations sur les extensions installées, ainsi que leur désinstallation. En février 2010, les extensions doivent être adaptées pour fonctionner avec la dernière version de K-Meleon. Il existe par ailleurs une page d'extensions (en anglais), tenue par disrupted, qui comprend des extensions de JujuLand ainsi que d'autres, et avec un système différent d'installation et de gestion des extensions (voir dans les liens).
Malgré tout, K-Meleon possède son propre mécanisme de mise en place d'ajouts :
- les skins, pour l'apparence
- les macros, pour personnaliser les fonctionnalités du navigateur
- les k-plugins, équivalents à des extensions Mozilla mais écrites en C++, pour ajouter des fonctionnalités, ainsi que des outils externes (gestion de la connexion…), et enfin un système de macros qui permet des modifications plus aisées des menus sans toucher aux menus par défaut.

K-Meleon peut utiliser, en plus des marque-pages, les favoris d'Internet Explorer ou la Hotlist d'Opera.
La version 1.0 a apporté la possibilité de localiser les profils dans les répertoires utilisateurs (par défaut maintenant, mais il est possible de les mettre n'importe où).
La version 1.1 a apporté une localisation complète de l'interface utilisateur, et la possibilité de changer de langue.
La version 1.5 apporte le remplacement des layers par les tabs.

## Versions
Il existe aussi de nombreuses versions de K-Meleon non officielles, basées sur des versions de Mozilla différentes.